# چناران ۱
چناران ۱ یک روستا در ایران است که در دهستان صوغان واقع شده‌است. چناران ۱ ۲۰ نفر جمعیت دارد.